# Let Women Alone
Pour plus de détails, voir Fiche technique et Distribution.
Let Women Alone est un film américain réalisé par Paul Powell, sorti en 1925.

## Fiche technique
- Titre : Let Women Alone
- Réalisation : Paul Powell
- Scénario : Frank E. Woods et Viola Brothers Shore
- Photographie : Joseph Walker
- Pays d'origine : États-Unis
- Format : Noir et blanc - 1,33:1 - Film muet
- Genre : Comédie
- Date de sortie : 1925

## Distribution
- Pat O'Malley : Tom Benham
- Wanda Hawley : Beth Wylie
- Wallace Beery : Cap Bullwinkle
- Ethel Wales : Ma Benham
- J. Farrell MacDonald : Commodore John Gordon